# معركة المتاهة
معركة المتاهة (بالإنجليزية: The Battle of the Labyrinth)‏؛ رواية مغامرة خيالية تستند إلى الميقولوجيا الإغريقية، من تأليف الروائي الأمريكي ريك ريوردان، صدرت في 6 مايو 2008. هذه هي الرواية الرابعة من سلسلة بيرسي جاكسون والأولمبيين.